# Katedra św. Cecylii w Albi

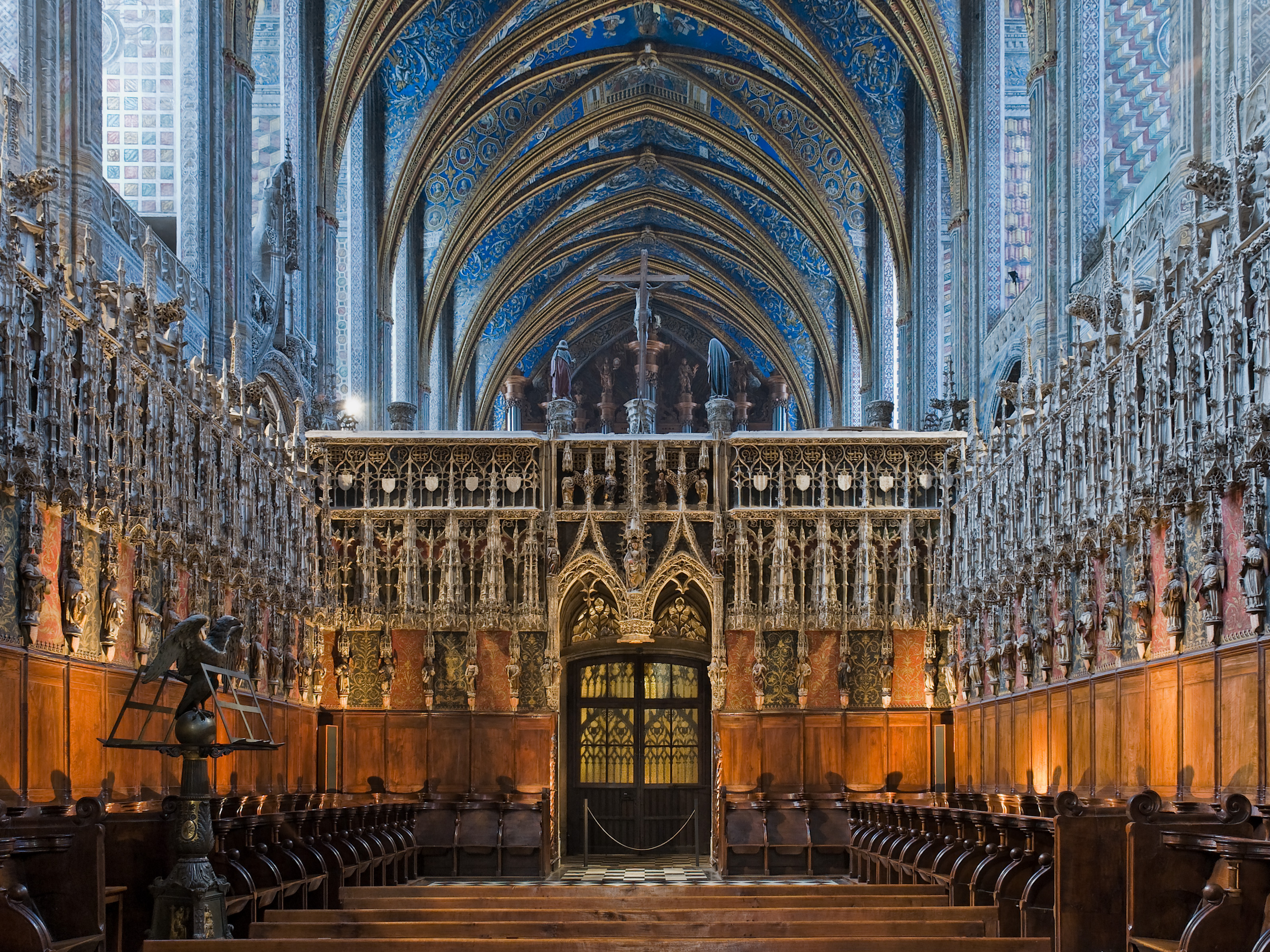
Widok na prezbiterium i lektorium katedry św. Cecylii (XIII-XVI w.)

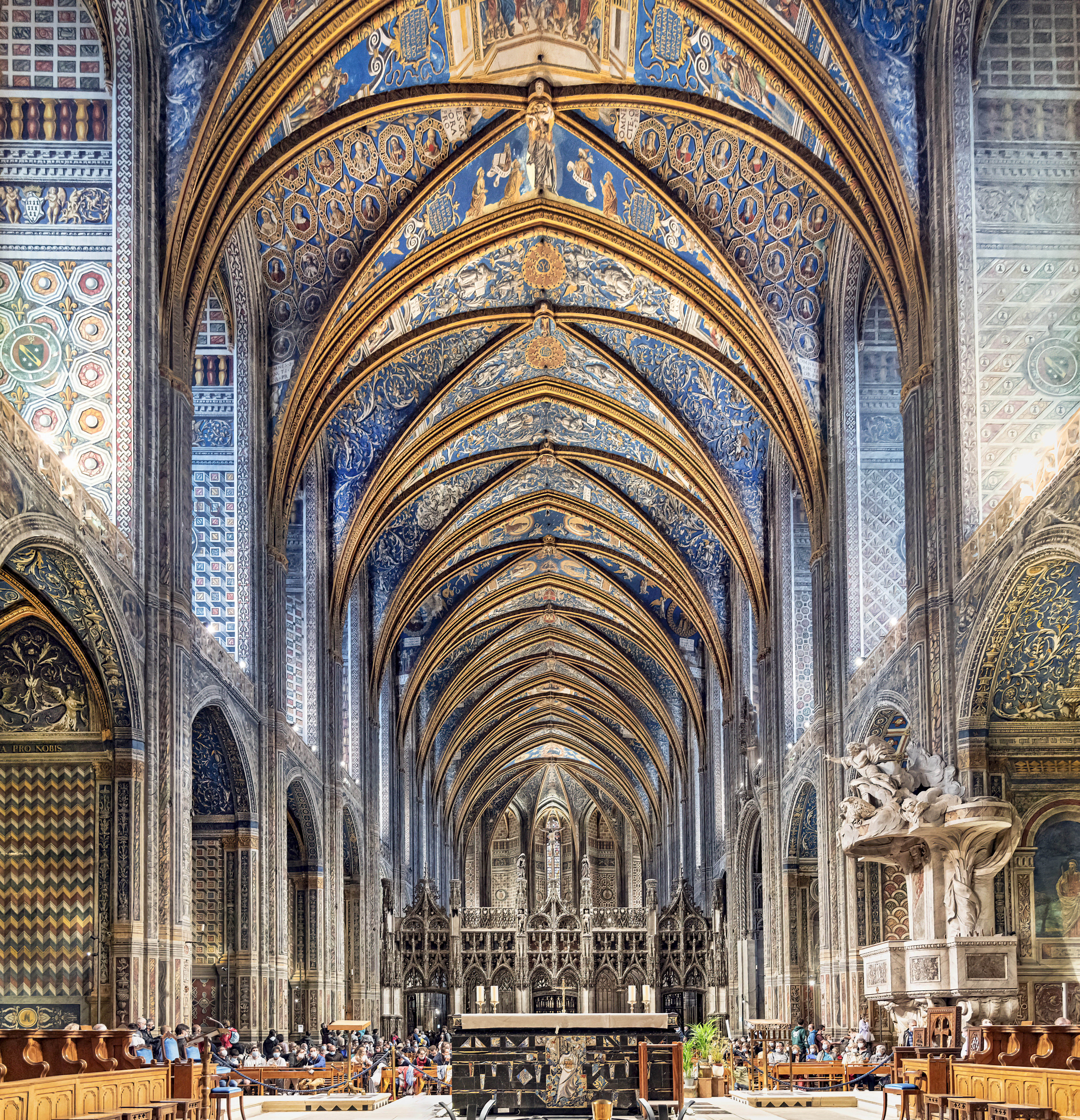
Bogato dekorowane sklepienia katedry św. Cecylii.

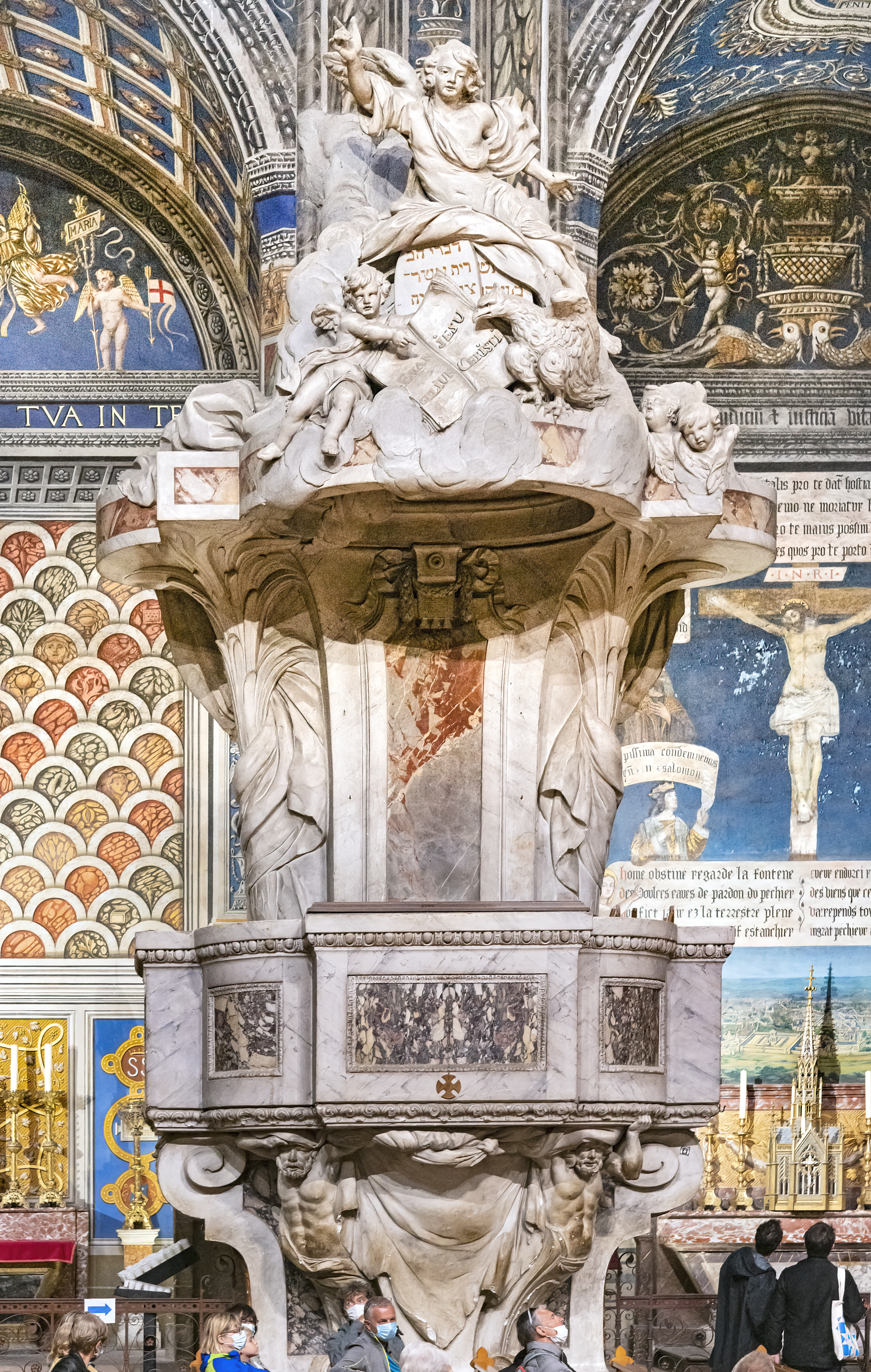
Ambona

Katedra św. Cecylii w Albi (fr. Cathédrale Sainte-Cécile d'Albi) – gotycka katedra pod wezwaniem św. Cecylii w Albi, w regionie Midi-Pireneje, w departamencie Tarn we Francji. Siedziba arcybiskupa Albi.
Katedra w Albi została zbudowana z cegły, w stylu gotyku południowofrancuskiego. Mimo użytego budulca, jej styl architektoniczny jest odmienny od architektury ceglanej basenu Morza Bałtyckiego. Barwa użytej do jej budowy cegły jest raczej wypłowiała, szarożółtawa, nieróżniąca się na pierwszy rzut oka od piaskowca. Katedra nie ma też naw bocznych, jej dach jest płaski a wieża nieukończona.

## Historia
Inicjatorem zbudowania katedry w Albi był biskup, dominikanin Bernard III de Castanet, inkwizytor Langwedocji i wiceinkwizytor Francji, zwalczający wcześniej ruch heretyckich albigensów. Budowa katedry  rozpoczęła się 15 sierpnia 1282 i trwała ok. 100 lat. Konsekracja nastąpiła 23 kwietnia 1480. Świątynia stała się architektonicznym symbolem triumfu papiestwa nad ruchami schizmatyckimi.
W XV w. do południowej ściany katedry dobudowano baldachim – imponujący portal z przedsionkiem.
Katedra zawdzięcza swoją dzisiejszą świetność restauracji przeprowadzonej w XIX w. pod nadzorem architekta Césara Daly (1811-1894).

## Architektura
Katedra została wzniesiona z szarożółtej cegły na skarpie nad rzeką Tarn i ma charakter obronny. Jej wieża wznosi się na wysokość 78 m. W jej dolnej części znajduje się kaplica Sainte-Claire (św. Klary). Ściany katedry są zwieńczone gankiem z machikułami – otworami w podłogach umożliwiającymi zrzucanie pocisków lub lanie wrzątku na atakujących. Wielkie, cylindryczne przypory miały za zadanie uniemożliwienie wykonania podkopów.
Dach katedry w Albi jest płaski w przeciwieństwie do stromych i bogato dekorowanych dachów katedr z północnej Francji.
Katedra w Albi jest jednym z największych ceglanych kościołów na świecie. Ma ona następujące wymiary:
- długość zewnętrzna: 113,5 m
- długość wewnętrzna: 100 m
- szerokość zewnętrzna: 35 m
- szerokość wewnętrzna: 30 m
- wysokość ścian: 40 m
- wysokość sklepień: 30 m
- grubość murów przy podstawie: 2,5 m

## Wyposażenie
Katedra jest budowlą jednonawową. Nie ma transeptu. Do nawy przylega z obu stron dwanaście kwadratowych kaplic, natomiast od wschodu pięć kaplic otacza wieńcem absydę. Sklepienie zdobią błękitne i złote wzory geometryczne. Aniołowie i filary na podeście zbudowanym w latach 1529-1535 zostały wyrzeźbione z białego kamienia.
Bogaty wystrój wnętrza jest zasługą Ludwika z Amboise, mecenasa sztuki, biskupa od 1473. Sklepienie prezbiterium składa się z ostrołuków, z których każdy został starannie wykonany i ozdobiony delikatnymi, kamiennymi rzeźbami i pokryty jasnymi malowidłami. Twórcami fresków pokrywających ściany katedry byli włoscy artyści sprowadzeni przez bratanka Ludwika z Amboise, Ludwika XII. Są to najlepiej na terenie Francji zachowane renesansowe freski naścienne.
W obejściu ustawione są kamienne rzeźby wyobrażające postacie ze Starego Testamentu. Przedstawione one zostały w żywych pozach a twarz każdej z nich ma niepowtarzalny, indywidualny wyraz.
Na fryzie na stallach przedstawiono wizerunki apostołów i świętych.
W okresie rewolucji francuskiej w 1792 zniszczono 70 posągów. Pomimo to katedra w Albi zalicza się do najlepiej zachowanych średniowiecznych budowli na terenie Francji.